# Enrique Gómez Montealegre
Jorge Enrique Gómez Montealegre (Ubaté, Cundinamarca; 19 de diciembre de 1947) es un pastor de la iglesia cristiana, escritor y político colombiano, reconocido por ser el fundador de la Iglesia Cristiana Centro Misionero Bethesda, CMB Televisión y de la Cadena Radial Auténtica

## Biografía

### Primeros años
Nació el 19 de diciembre de 1947 en el municipio de Ubaté en el departamento de Cundinamarca y es el sexto de los diez hijos que hubo parte de la familia Gómez Montealegre, que es una familia campesina conformada por Daniel Gómez y de Rosa Emma Montealegre De Gómez.
Enrique Gómez Montealegre estuvo involucrado en las actividades del ocultismo. 
Luego empezó a asistir a una iglesia cristiana, en ese entonces todos notaron que algo extraño que había sucedido al poco tiempo y frente a su familia y lo elevó una oración comprometiendo su existencia y a los 22 años se convierte al protestantismo y luego su anterior pareja lo intentó en asesinarlo por convertirse al protestantismo.
Es pastor, está casado con Mélida Sánchez Otálora de Gómez con quien tiene siete hijos, todos activos en su ministerio protestante.

### Trayectoria
Enrique Gómez Montealegre es el fundador del Centro Misionero Bethesda, CMB Televisión y Cadena Radial Auténtica instituciones ligadas a su actividad espiritual de predicador cristiano que lo llevaron a ser pionero en Colombia de grandes eventos masivos de evangelización. Ha escrito libros y manuales de contenido espiritual y predica a través de sus programas radiales Cadena de Amor, Predicaciones de Poder y Aposento Alto, los cuales tienen una gran audiencia.

### Secuestro
Enrique Gómez Montealegre fue secuestrado el 14 de febrero de 2001 en su finca de Apulo en el departamento de Cundinamarca, los guerrilleros fuertemente armados llegaron al lugar y lo obligaron a abordar un vehículo. Estuvo secuestrado en cercanías del municipio San Juan de Rioseco en el departamento de Cundinamarca.
Permaneció seis meses secuestrado, pasado este tiempo fue entregado el 11 de agosto de 2001 por los guerrilleros a una comisión de la Cruz Roja Internacional y al alcalde de Ubaté (Cundinamarca). Se estima que por su rescate se pagó alrededor de 2000 millones de pesos.
Después de ser dejado en libertad, Enrique Gómez Montealegre fue valorado por un grupo de médicos para determinar sus condiciones de salud y, posteriormente, fue trasladado a la ciudad de Bogotá, donde sus seguidores lo esperaban.

### Actividad política
Por primera vez aspiró al Senado de la república en 2006 por el partido político Colombia Viva con el cual obtuvo un poco más de 31.000 votos pero no le alcanzó ocupar el escaño. Con la destitución de sus colegas Dieb Maloof, Habib Merheg, Vicente Blel y Jorge Castro Pacheco quienes estuvieron involucrados en la Parapolítica y demás procesos criminales en contra de estos, en 2007 logra obtener el puesto de senador.

En las elecciones legislativas de 2010, Enrique Gómez Montealegre se postuló nuevamente como senador del Partido de la U y solo tuvo 23.156 votos, por lo cual no salió reelegido.

### Problemas legales
Esa exención por su carrera política le atrajo problemas que le afectó su carrera como senador y su reputación como religioso en el cual su salario llegó a verse embargado por las autoridades.
Una vez fuera del Congreso, Enrique Gómez Montealegre tuvo que afrontar otros procesos como estafa, al no poder pagar un préstamo a dos de sus discípulos por sumas considerables de dinero, acción que respondió con terrorismo psicológico en contra de sus denunciantes,  la Fiscalía General de la Nación ha procedido a embargar varias de sus propiedades rurales en el municipio cundinamarqués de Apulo. En tanto la Corte Suprema de Justicia le ordenó la restitución de una finca a sus legítimos dueños después de que Enrique Gómez Montealegre alegara haber comprado una finca en el municipio de Villanueva en el departamento de Casanare.

## Libros
- Los Dos Reinos (Teología - Autobiografía)
- Ahora Que Soy Cristiano
- Bienvenido Espíritu Santo
- El Cristiano Frente a las Sectas
- Por que orar[20]